# Короставник
Короста́вник (лат. Knáutia) — род растений подсемейства Ворсянковые (Dipsacoideae) семейства Жимолостные (Caprifoliaceae).

## Название
Род назван в честь немецкого натуралиста и врача Христиана Кнаута (1656—1716), известного трудом Methodus plantarum genuina (лат.) (Галле, 1705), в котором он предложил систему классификации растений, основанную на свойствах венчика. По другим данным, род назван в честь обоих братьев Кнаутов — вышеупомянутого Христиана Кнаута и его старшего брата, врача и ботаника Кристофа Кнаута (1638—1694).

## Ботаническое описание
Однолетние, двулетние и многолетние травянистые растения.
Стебель прямой, часто полый.
Листья супротивные, цельнокрайные или перисторасчленённые, стеблевые листья сидячие, нижние — черешковые.
Цветки обоеполые, собраны в головки. Ложе соцветия покрыто щетинками. Венчик с четырьмя неравными лопастями. Чашечка блюдцевидная, щетинистая, с 8—16 зубчиками. Пестик с длинным столбиком и головчатым или двухлопастным рыльцем. Тычинок пять.
Плод — семянка.

## Классификация

### Таксономия
Knautia L., 1753, Sp. Pl. : 101
Род Короставник (Knautia) относится к семейству Жимолостные (Caprifoliaceae) порядка Ворсянкоцветные (Dipsacales). Кладограмма в соответствии с Системой APG IV по состоянию на декабрь 2023 года:
|  |                          |  |                                   |                                   |             |  | еще 1 семейство |              |              |                                                             |
|  |                          |  |                                   |                                   |             |  |                 |              |              | 69 подтвержденных видов и 58 видов, ожидающих подтверждения |
|  |                          |  |                                   | порядок Ворсянкоцветные           |             |  |                 |              | Короставник  |                                                             |
|  |                          |  |                                   | порядок Ворсянкоцветные           |             |  |                 |              | Короставник  |                                                             |
|  | клада Цветковые растения |  |                                   |                                   | Жимолостные |  |                 |              |              |                                                             |
|  | клада Цветковые растения |  |                                   |                                   |             |  |                 |              |              |                                                             |
|  |                          |  | ещё 63 порядка цветковых растений | ещё 63 порядка цветковых растений |             |  |                 | еще 28 родов | еще 28 родов |                                                             |
|  |                          |  |                                   | ещё 63 порядка цветковых растений |             |  |                 |              | еще 28 родов |                                                             |

## Виды
- Knautia × alleizettei Chass. & Szabó
- Knautia × chassagnei Szabó
- Knautia × cousturieri Sennen & Szabó
- Knautia × dobrogensis Prodan
- Knautia × intercedens Beck
- Knautia × lamottei Chass. & Szabó
- Knautia × oecsemensis Nyár.
- Knautia × sambucifolia (Godet) Briq.
- Knautia × sennenii Szabó
- Knautia × sequanica Szabó
- Knautia × spectabilis Chass. & Szabó
- Knautia × ujhelyii Jáv.
- Knautia adriatica Ehrend.
- Knautia albanica Briq.
- Knautia ambigua Boiss. & Orph.
- Knautia arvensis (L.) Coult. — Короставник полевой
- Knautia arvensis J.M.Coult.
- Knautia arvernensis (Briq.) Szabó
- Knautia baldensis A.Kern. ex Borbás
- Knautia basaltica Chass. & Szabó
- Knautia byzantina Fritsch
- Knautia calycina (C.Presl) Guss.
- Knautia carinthiaca Ehrend.
- Knautia caroli-rechingeri Micevski
- Knautia clementii (Beck) Ehrenb.
- Knautia collina (Gaudin) Jord.
- Knautia dalmatica Beck
- Knautia degenii Borbás
- Knautia dinarica (Murb.) Borbás
- Knautia dipsacifolia Kreutzer — Короставник ворсянколистный
- Knautia drymeia Heuff.
- Knautia fleischmannii (Hladnik ex Rchb.) Beck
- Knautia foreziensis Chass. & Szabó
- Knautia godetii Reut.
- Knautia gussonei Szabó
- Knautia illyrica Beck
- Knautia integrifolia (L.) Bertol.
- Knautia involucrata Sommier & Levier
- Knautia kitaibelii (Schult.) Borbás
- Knautia legionensis (Lag.) DC.
- Knautia longifolia (Waldst. & Kit.) W.D.J.Koch
- Knautia longifolia Koch
- Knautia lucana Lacaita & Szabó
- Knautia macedonica Griseb. — Короставник македонский
- Knautia magnifica Boiss. & Orph.
- Knautia mauritanica Pomel
- Knautia mollis Jord.
- Knautia nevadensis (M.Winkl. ex Szabó) Szabó
- Knautia norica Ehrend.
- Knautia numantina (Pau) Devesa, Ortega Oliv. & J.López
- Knautia orientalis L. typus[6] — Короставник восточный
- Knautia pancicii Szabó
- Knautia pectinata Ehrend.
- Knautia persicina A.Kern.
- Knautia ressmanni (Pacher) Borbás
- Knautia rupicola (Willk.) Font Quer
- Knautia salvadoris Sennen ex Szabó
- Knautia sarajevensis (Beck) Szabó
- Knautia shepardii Post & Beauverd
- Knautia slovaca Štěpánek
- Knautia subcanescens Jord.
- Knautia subscaposa Boiss. & Reut.
- Knautia tatarica (L.) Szabó — Короставник татарский
- Knautia trachytica Chass. & Szabó
- Knautia transalpina (Christ ex Gremli) Briq.
- Knautia travnicensis (Beck) Szabó
- Knautia velebitica Szabó
- Knautia velutina Briq.
- Knautia visiani Szabó

### Синонимы
- Knantia Hill
- Lychniscabiosa Fabr.
- Thlasidia Raf.
- Trichera Schrad. ex Schult. & Schult.f.